# クライヴェン・ルーバー
クライヴェン・ルーバー（Cliven Loubser、1997年2月24日 - ）は、メジャーリーグラグビー、アンセム・ラグビー・カロライナに所属するラグビーユニオン選手。

## プロフィール
- ナミビア・リホボト出身。
- ポジションはスタンドオフ(SO)。
- 身長 176cm、体重 75kg
- ナミビア代表キャップは26（2025年3月現在）でワールドカップ2019・2023のナミビア代表に選ばれた[1][2]。

## 略歴
ウェルウィッチアス、リーズ・タイクスを経て、2021年、ユタ・ウォリアーズに加入。
2024年、アンセム・ラグビー・カロライナに加入。